# Петро Парчевський
Петро Парчевський (герб Налеч; 1598 — 6 грудня 1658 або 15 лютого 1659) — державний та релігійний діяч, сиґнатор акту Унії Великого князівства Литовського та Шведського королівства.

## Життєпис
Походив із православної родини. Після переходу в католицизм вступив до Вільнюської семінарії й був відправлений до папської семінарії в Бранево. Продовжив навчання у Віленській академії, де в 1622 отримав ступінь магістра ліберальних наук та філософії. Отримав звання доктора богослов'я, висвячений на священика.
У 1628 став пробстом у Стародубі.
У 1630 призначений адміністратором Смоленської єпархії та Смоленським архідияконом.
Під час Польсько-російської війни (1632—1634) залишився в обложеному Смоленську.
У 1635 Владислав IV Ваза призначив Парчевського першим єпископом Смоленським.
Згодом єпископ Петро поїхав до Риму, аби отримати папське схвалення нової єпархії, яке відбулося 1 вересня 1636. Через кілька днів Парчевського освятив на єпископа кардинал Джованні Баттіста Памфіл, який став папою Інокентієм X у 1644.
На посаді єпископа Смоленського Парчевський збільшив кількість парафій у своїй єпархії та сприяв створенню Смоленського капітулу. Єпископ Петро також провів єпархіальний синод.
У 1649 переведений до Жмудського єпископства і призначений пробстом Гераніонським.
У 1651 відвідав єпархію та єпархіальний синод.
Під шведського військового вторгнення 18 серпня 1655 підписав акт про здачу Великого князівства Литовського шведському королю Карлу X Густаву.
20 жовтня підписав акт Шведсько-литовського союзу в Кейданяї.